# Велимир Михайло Теодорович
Велимир Михайло Теодорович (серб. Велемир Михаило Теодоровић; 8 [20] мая 1849, Рогашка-Слатина — 31 января [12 февраля] 1898, Мюнхен) — сербский филантроп и спонсор пожертвований, член сербского княжеского рода Обреновичей. Внебрачный сын сербского князя Михаила.

## Биография

### Детство
Велимир Михайло Теодорович родился 8 (по старому 20) мая 1849 года в городке Рогашка-Слатина, Австрийская империя (ныне Словения). Его отцом был сербский князь Михаил Обренович, а матерью была 17-летняя словенка Мария Бергхаус. Отец Марии работал фельдшером (баденмейстером) на курорте в Рогашке-Слатине. Сын родился вне брака. Крещён в католической церкви и получил имя Уильям.
Михаил купил Марии и ее сыну дом в Вене, дал приданое и выплачивал содержание ребенку через своего венского банкира Тирке. Через четыре года она вышла замуж за доктора Шустера, который видел в Велимире лишь источник дохода, влиявший на Марию, требующую все больше и больше денег на содержание. Из-за больших долгов, за которые отвечает врач, дом был выставлен на продажу в счет погашения долгов. По завещанию князя дом купил банкир Тирке и перешел на имя Велимира. Велимир сначала жил с Анте Радивоевичем, управляющим имуществом Михаила. Жена Анте София пыталась заменить Велимиру мать, а ее сын Живко был ему как брат.

### Образование
Несмотря на то, что Велимир поначалу говорил только по-немецки, его зачислили в начальную школу недалеко от собора, где он учился солидно. По совету личного врача и доверенного лица князя Михаила, доктора Кароля Пачека, Велимир был зачислен в школу Стевана Тодоровича в 1861 году вместе с двоюродным братом Стевана Йованом Стойшичем и Живко Радивоевичем . В то время к Велимиру был назначен личный камердинер Теодор Петкович, который выполнял эту работу до конца своей жизни. Из своих учеников школы живописи Стеван Тодорович сформировал «Первую сербскую группу по гимнастике и борьбе», членом которой был Велимир, как и сыновья других высокопоставленных государственных служащих и видных граждан Белграда. Группа организовала общественные занятия с упражнениями, борьбой и различными соревнованиями, и князь Михайло был в восторге от этой идеи и помог выровнять землю, оградить и построить деревянные тренажеры возле здания Сербской академии наук.
По предложению Илии Гарашанина Велимир затем продолжил обучение в доме профессора Милютина Стояновича, которому передалась любовь к театру, литературе и искусству. Во время летних каникул профессор возил их в Италию, Швейцарию или Францию, чтобы познакомиться с пейзажами и людьми. Наряду с Велимиром была ещё группа студентов, среди них Живко Радивоевич.

### Юность
Он вырос красивым юношей, очень любил поэзию, был хорошим наездником и фехтовальщиком.
Велимир навещал княгиню Юлию чаще, чем своего отца, с которым он был в бильярдной в подвале старого дворца. Князь был очень сдержан по отношению к нему, опасаясь, что тот испортит его излишним вниманием, что было обычным делом в то время, особенно с детьми мужского пола.
Когда ему исполнилось семнадцать лет в 1866 году, по уговорам отца он принял православную веру и крестился в Сербской православной церкви, а его крестным отцом при крещении был митрополит Белградский Михаил Йованович. При крещении его назвали Велимиром Теодоровичем. Теодорович — старая фамилия Обреновича. С тех пор он всегда подписывался как Велимир Михайло (в честь своего отца) Теодоровича.
Окончил шесть классов средней школы в Сербии, в 1867 году. Его зачислили в частную гимназию профессора Оливье недалеко от Женевы. Вместе со своим личным камердинером его сопровождал адъютант герцога Александр Протич. Там он в последний раз встретил своего отца, возвращавшегося со Всемирной выставки в Париже, и по этому случаю получил от него блестящее кольцо. Тогда принц отказался от намерения публично признать его сыном наследника, так как намеревался жениться на Катарине Константинович, ожидая законного наследника.

### Совершеннолетие
Он достиг совершеннолетия в 1870 году в возрасте 21 года и вступил во владение Негоей. Остальные его родственники были к нему нетерпеливы, хотя он и не выказывал никаких претензий, но боялись, что он попытается занять престол, поэтому ему не разрешили вернуться в Сербию после учебы.
Австрийские власти позже (в 1883 году) оказали на него давление с целью перехода в их вассалитет в обмен на княжеский титул и важные социальные должности. Среди прочего ему предлагалось управлять сербской территорией в Австрийской империи. Он отказался от этого, сказав: «Я хочу остаться полностью сербским». Никаких предложений тутулы, званий, почестей он не принимал, поскольку для него была важна его личная жизнь и убеждения: «Для меня быть сербом – величайшая честь».
В Мюнхене он влюбился в дочь русского депутата, но когда он попытался сделать ей предложение, был высокомерно отвергнут, что сильно его разочаровало и заставило удалиться от общественной жизни, на Тегернское озеро, где он построил дом. Он останавливался в этой красивой вилле на берегу озера летом и осенью, и его часто посещали молодые сербы и прусские студенты. Он посвятил себя театру, искусству и книге, занимался меценатством. Постоянным гостем был старик Мойя Гаврилович, благотворитель учительских сирот. Он материально помог многим образованным сербам, таким как Миленко Веснич, Джордже Йоанович, художник Марко Мурат и другие. Он оставил поместье Негоя Живко Радивоевичу, чтобы тот управлял им, и они оба живут на доходы. Однако из-за долгов Живко имение грозило продать, из-за чего Велимиру пришлось отказаться от имения на Тегернском озере и продать кольцо, подаренное ему отцом во время их последней встречи. Он выбрал другого менеджера и переехал в Мюнхен.

### Смерть
Внезапно умер 31 января (по старому 12 февраля) 1898 года в возрасте 48 лет в Мюнхене. Он был похоронен своим начальником Тодором и сербскими учениками в Мюнхене. После Первой мировой войны по инициативе Николы Пашича его останки были перевезены в Белград и захоронены в часовне на Новом кладбище в Белграде.

## Личная жизнь
Велимир Михайло Теодорович никогда не был официально женат и официально не имел детей.